# 白雲杉
白雲杉（學名：Picea glauca）是雲杉屬下的一種植物，原產於阿拉斯加中部地區，現在分佈于加拿大和美國北部，此外在布拉克山還有孤立的種群。

## 形態
白雲杉是一種大型常綠喬木，高度一般在15至30米（50至100英尺）之間， 但最高可以長到40米（130英尺），樹幹直徑可達1米（3.3英尺）。它有鱗狀的樹皮和針葉，葉長12至20 mm（1⁄2至13⁄16英寸）。
其狹長的松果長度為3至7 cm（11⁄4至23⁄4英寸），寬度為1.5 cm（5⁄8英寸），松果張開後直徑可達2.5 cm（1英寸），通常呈綠色或紅褐色，受粉四至八個月後變成淺褐色。其種子長2至3 mm（3⁄32至1⁄8英寸），另有5至8 mm（3⁄16至5⁄16英寸）長的薄翼以便隨風傳播。

## 外部連接
- 维基共享资源上的相關多媒體資源：白雲杉